# Oconee County (Georgia)
Oconee County is een county in de Amerikaanse staat Georgia.
De county heeft een landoppervlakte van 481 km² en telt 26.225 inwoners (volkstelling 2000). De hoofdplaats is Watkinsville.

## Bevolkingsontwikkeling

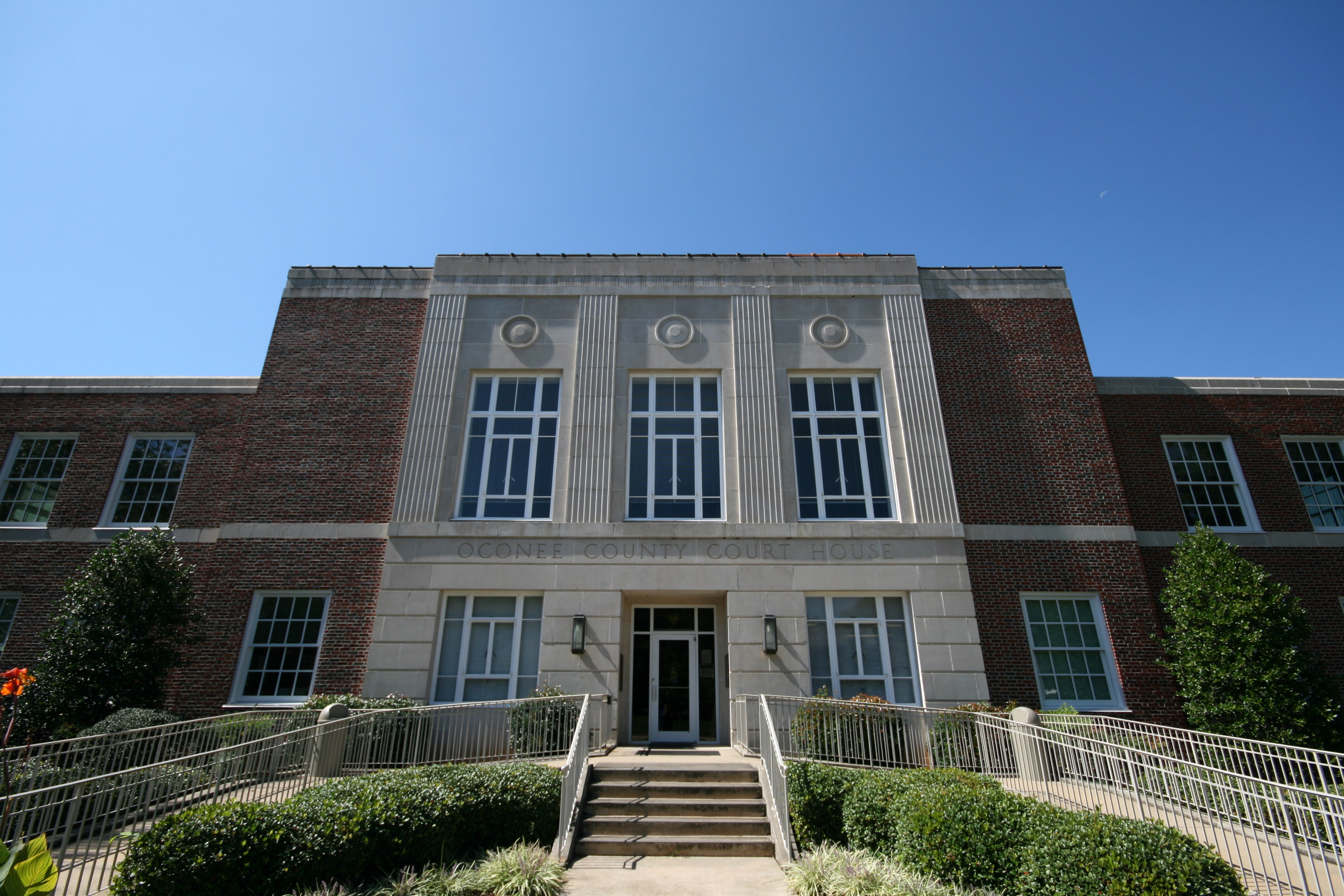
Oconee County Courthouse